# Zelotes matobensis
Zelotes matobensis är en spindelart som beskrevs av FitzPatrick 2007. Zelotes matobensis ingår i släktet Zelotes och familjen plattbuksspindlar.
Artens utbredningsområde är Zimbabwe. Inga underarter finns listade i Catalogue of Life.